# Bruce Sinofsky
Bruce Jeffrey Sinofsky (* 31. März 1956 in Boston, Massachusetts; † 21. Februar 2015 in Montclair, New Jersey) war ein US-amerikanischer Regisseur und Produzent von Dokumentarfilmen.

## Leben
Sinofsky studierte bis zu seinem Abschluss 1978 an der Tisch School of the Arts der New York University. Anschließend begann er seine Filmkarriere zunächst als Editor bei Maysles Films. Seit 1991 war er mit Florence Sinofsky verheiratet. Am 21. Februar 2015 starb Sinofsky an den Folgen seiner Diabetes. Er hinterlässt fünf Kinder.
Er arbeitete oft mit Joe Berlinger zusammen. Bei der Oscarverleihung 2012 wurde er für die Regie bei Paradise Lost 3: Purgatory zusammen mit Joe Berlinger für den Oscar in der Kategorie Bester Dokumentarfilm nominiert. Er ist zudem Träger eines Emmys für seine Arbeit bei Das verlorene Paradies – Die Kindermorde in Robin Hood Hills (1996). Er wurde für die drei Teile seiner Paradise Lost-Trilogie für drei weitere Emmys nominiert.

## Filmografie (Auswahl)
- 1986: America Undercover (Dokumentar-Fernsehserie, Regisseur)
- 1989: Outrageous Taxi Stories (Kurzfilm, Editor)
- 1990: Die letzte Party (Editor)
- 1992: Brother’s Keeper (Dokumentarfilm, Regisseur, Editor und Produzent)
- 1995: Frontline (Dokumentar-Fernsehserie, Regisseur und Produzent)
- 1996: Das verlorene Paradies – Die Kindermorde in Robin Hood Hills (Paradise Lost: The Child Murders at Robin Hood Hills, Dokumentarfilm, Regisseur, Editor und Produzent)
- 1998: Where It’s At: The Rolling Stone State of the Union (Dokumentar-Fernsehfilm, Regisseur und Produzent)
- 2000: Paradise Lost 2: Revelations (Dokumentar-Fernsehfilm, Regisseur und Produzent)
- 2001: American Masters (Dokumentar-Fernsehserie, Regisseur und Produzent)
- 2001: FanClub (Dokumentar-Fernsehserie, Regisseur)
- 2002: One Who Day (Dokumentarfilm, Regisseur)
- 2003: Hollywood High (Dokumentar-Fernseh-Special, Regisseur)
- 2004: Metallica: Some Kind of Monster (Dokumentarfilm, Regisseur und Produzent)
- 2005–2012: Iconoclasts (Dokumentar-Fernsehserie, Regisseur)
- 2006: Ten Days That Unexpectedly Changed America (Dokumentar-Fernsehserie, Regisseur)
- 2007: Addiction (Dokumentar-Fernsehfilm, Regisseur und Produzent)
- 2007: Montclair (Schauspieler)
- 2009: San Quentin Film School (Dokumentar-Fernsehserie, Regisseur)
- 2011: Paradise Lost 3: Purgatory (Dokumentarfilm, Regisseur)
- 2011: Oprah’s Master Class (Dokumentar-Fernsehserie, Regisseur)
- 2012: Oprah’s Master Class: Special Edition (Fernsehfilm, Regisseur)
- 2013: Devil’s Knot – Im Schatten der Wahrheit (Schauspieler)
- 2014: Metallica: This Monster Lives (Dokumentar-Kurzfilm, Produzent)
- 2015: Oprah’s Master Class: Belief Special (Fernsehfilm, Regisseur)
- 2015: Oprah’s Master Class: Civil Rights Special (Dokumentar-Fernsehfilm, Regisseur)
- 2015: Very Semi-Serious (Dokumentarfilm, Produzent)